# مارثا غرايمز
مارثا غرايمز (بالإنجليزية: Martha Grimes)‏‏ (2 مايو 1931 في بيتسبرغ"The Nero Award: A Literary Award for Crime Fiction". مؤرشف من الأصل في 2018-10-19. - ) كاتِبة، وروائية، وأستاذة جامعية من الولايات المتحدة.

## الجوائز
- جائزة إدغار
- Nero Award [الإنجليزية]‏

## روابط خارجية
- مارثا غرايمز على موقع IMDb (الإنجليزية)
- مارثا غرايمز على موقع مونزينجر (الألمانية)
- مارثا غرايمز على موقع ميوزك برينز (الإنجليزية)
- مارثا غرايمز على موقع قاعدة بيانات الفيلم (الإنجليزية)